# شهرستان تنکینسکی
شهرستان تنکینسکی (به لاتین: Tenkinsky District) یک شهرستان در روسیه است که در استان ماگادان واقع شده‌است.